# Barbara/The River
Barbara/The River è il novantunesimo singolo 45 giri di Peppino di Capri.

## Il disco
È il primo disco pubblicato dal cantante per la nuova etichetta discografica che lui stesso aveva appena fondato a Napoli: la Splash..!. Di Capri era reduce da circa tre anni di insuccessi discografici e, una volta scaduto il contratto con la Carisch, tentò di mettersi in proprio come del resto avevano già fatto altri artisti riconquistando maggiore autonomia produttiva e maggior successo (come Adriano Celentano con il Clan, Mina con la PDU e Aurelio Fierro con la King).
Ciò fortunatamente avvenne in seguito anche per il cantante caprese, anche se questo primo singolo non fu un grande successo di vendite. La prima canzone infatti (la prima del repertorio del cantante a riportare la firma di Sergio Iodice e di Mimmo Di Francia suoi futuri fedelissimi collaboratori) non verrà più riproposta e ripubblicata in nessun album per la Splash, così come neanche la seconda, una versione in inglese del celebre brano partenopeo Sciummo (cover della versione incisa da Helen Merrill nel 1965). La versione originale napoletana di questo brano, che Di Capri incise utilizzando la stessa base strumentale, compare nell'album Napoli ieri - Napoli oggi, uscito alcuni mesi dopo.
La copertina raffigura il logo della casa discografica (una macchia colorata di arancione con accanto la parola Splash con la stessa movenza della macchia). Alcune fonti riportano che vennero stampate alcune copie del singolo anche con il brano del lato B in napoletano, ma non risultano esistenti esemplari. Entrambi i brani non sono stati mai ripubblicati in CD.

## Tracce
Lato A
- Barbara (testo di Sergio Iodice, musica di Mimmo Di Francia)

Lato B
- The River (testo di Enzo Bonagura, musica di Carlo Concina, testo inglese di Helen Merril)

## Formazione
- Peppino di Capri - voce, pianoforte
- Piero Braggi - chitarra, cori
- Ettore Falconieri - batteria, percussioni
- Pino Amenta - basso, cori
- Gianfranco Raffaldi - organo, cori